# Vagyim Mihajlovics Kozsevnyikov
Vagyim Mihajlovics Kozsevnyikov, oroszul: Вадим Михайлович Кожевников (Narim, 1909. április 22. (ó-naptár: április 9.) – Moszkva, 1984. október 20.) szovjet író, Nagyezsda Kozsevnyikova írónő apja.

## Életrajza
Orosz családban született a szibériai Narimban. A Moszkvai Állami Egyetemen tanult irodalmat és etnológiát, 1933-ban szerzett diplomát. 1941 és 1945 a Pravda című lap tudósítója volt, 1943-ban belépett a Szovjetunió Kommunista Pártjába. 1949-ben a Szovjet Írószövetség titkárává választották. Irodalmi munkásságáért a Szocialista Munka Hőse kitüntetésben részesült, 1971-ben a Szovjetunió Állami Díját is megkapta.

## Művei
- Рассказы о войне, 1942
- Мальчик с окраины, forgatókönyv, 1947
- Hajnalhasadás (Заре навстречу), 1956—1957
- Bemutatom Balujevet (Знакомьтесь, Балуев!), 1960 (megfilmesítették 1963-ban)
- День летящий, 1962
- Berlinből jelentkezem (Щит и меч), 1965 (megfilmesítették 1968-ban)[2]
- В полдень на солнечной стороне, 1973
- Gyökerek és korona (Корни и крона), 1981—1982

## Magyarul
- Taj-Liu a rabló és más kínaiak; ford. Neményi Ödön, versford. Terényi István; Szikra, Bp., 1955 (Érdekes könyvek)
- Hajnalhasadás; ford. Neményi Ödön; Szikra, Bp., 1956
- A hajnal elébe; ford. Piroska Ferenc, Miklós István; Orosz Könyv, Bukarest, 1957
- Bemutatom Balujevet; ford. Gellért György; Szlovák Szépirodalmi Kiadó, Bratislava, 1962
- Bemutatom Balujevet. Regény; ford. Gellért György; Kossuth–Kárpátontúli Területi Kiadó, Bp.–Uzsgorod, 1963
- Változó napok; ford. Apostol András, utószó E. Fehér Pál; Magvető, Bp., 1965
- Berlinből jelentkezem; ford. Nyirő József; röv. kiad.; Zrínyi, Bp., 1968

## Fordítás
- Ez a szócikk részben vagy egészben  a   Vadim Kozhevnikov című angol Wikipédia-szócikk fordításán alapul.  Az eredeti cikk szerkesztőit annak laptörténete sorolja fel. Ez a jelzés csupán a megfogalmazás eredetét és a szerzői jogokat jelzi, nem szolgál a cikkben szereplő információk forrásmegjelöléseként.